# Sugar Ray Leonard
Sugar Ray Leonard (* 17. Mai 1956 in Wilmington, North Carolina, Vereinigte Staaten) ist ein ehemaliger US-amerikanischer Boxer. In den 1970er und 1980er Jahren galt er als einer der besten Boxer der Welt. Er gewann Weltmeistertitel in verschiedenen Gewichtsklassen und triumphierte in Kämpfen gegen hochkarätige Boxer wie Thomas Hearns, Roberto Durán und Marvin Hagler. Geboren als Ray Charles Leonard, nach dem Sänger Ray Charles, änderte er später seinen Namen nach dem berühmten Boxer Sugar Ray Robinson.

## Amateur
Leonard gewann die Goldmedaille im Halbweltergewicht (bis 63,5 kg) bei den Olympischen Spielen 1976 in Montreal, wo er u. a. Ulrich Beyer aus der DDR und im Finale den Kubaner Andrés Aldama schlug. Weitere Amateurerfolge waren der Gewinn der Golden Gloves 1972 und 1973 sowie der US-amerikanischen Meisterschaft in den Jahren 1974 und 1975. Außerdem siegte er bei den Nordamerikanischen Meisterschaften 1974 und bei den Panamerikanischen Spielen 1975 in Mexiko-Stadt.
Er beendete seine Amateurkarriere mit 145 Siegen bei fünf Niederlagen. Ursprünglich plante er, anschließend das College zu besuchen. Da sein Vater aber erkrankte und seine Familie finanzielle Unterstützung benötigte, wurde er Profiboxer.

## Profi

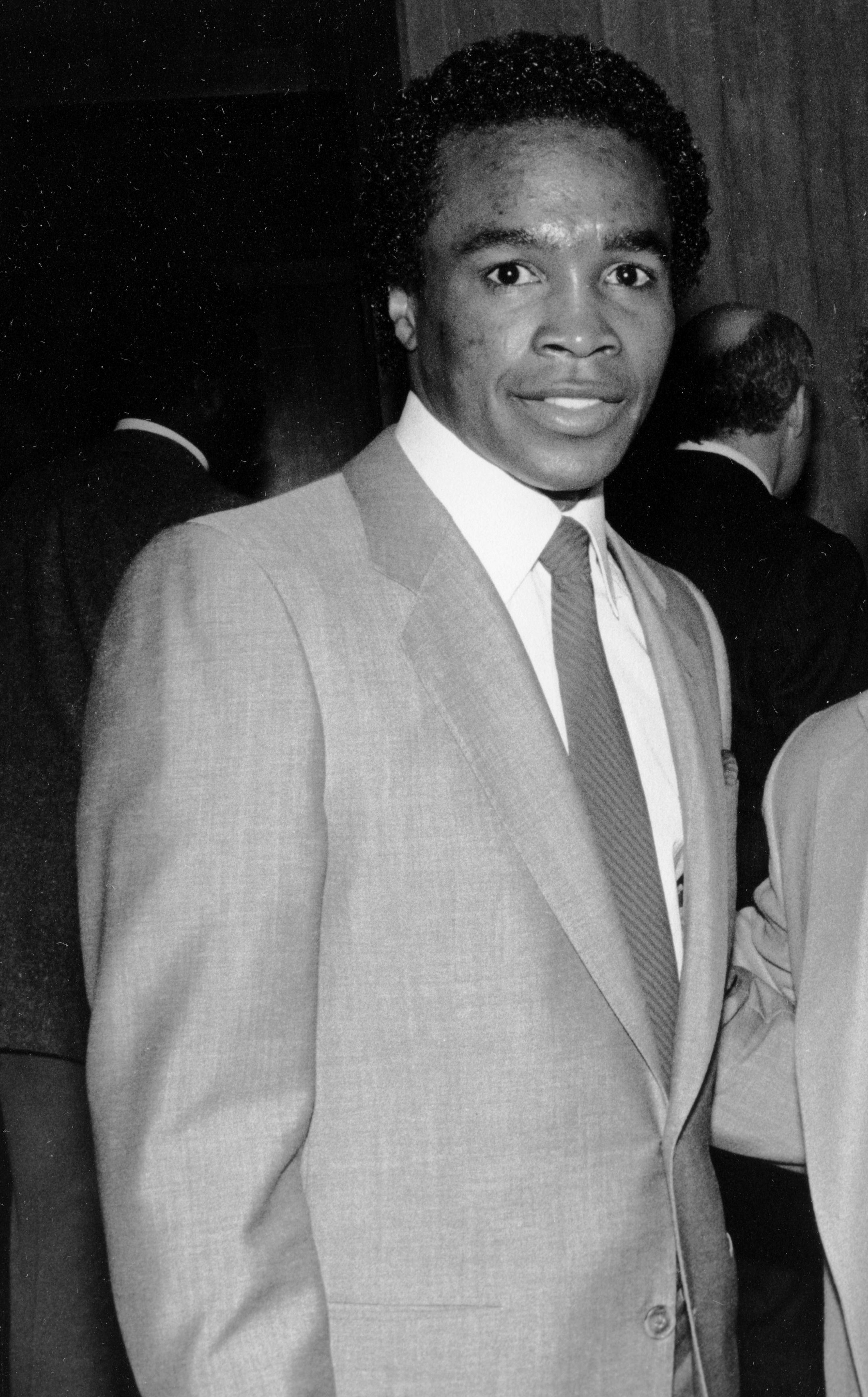
Sugar Ray Leonard 1984

Leonard trainierte anfangs unter Angelo Dundee und bestritt seinen ersten Profikampf am 5. Februar 1977 gegen den Puerto Ricaner Luis Vega. Der Kampf wurde landesweit ausgestrahlt, Leonard gewann über sechs Runden nach Punkten und wurde mit 40.000 US-Dollar entlohnt.
Leonard gewann seine ersten 25 Profikämpfe und kämpfte dann im August 1979 um den ersten Titel. Er schlug Pete Ranzany (Bilanz 45-3) in der vierten Runde KO und gewann den Titel der damals noch angesehenen North American Boxing Federation.
Drei Monate später forderte er den ungeschlagenen WBC-Weltmeister im Weltergewicht Wilfred Benitez, mittlerweile ebenfalls ein Hall of Famer, heraus. Die Begegnung fand am 30. November 1979 im Caesars Palace in Las Vegas statt. Leonard gewann den Weltmeistertitel durch einen technischen KO in der fünfzehnten Runde, wenige Sekunden vor dem Ende des Kampfes.
Leonard gewann seine erste Titelverteidigung, indem er in Landover, Maryland den britischen Herausforderer Dave Green in der vierten Runde KO schlug. Green ging nach einem linken Haken ans Kinn zu Boden. Auch dieser Kampf wurde in den ganzen USA im Fernsehen übertragen.
Anschließend traf er im ersten „Superfight“ der 1980er Jahre auf Roberto Durán. Leonard verlor am 20. Juni 1980 im Olympiastadion in Montreal nach fünfzehn Runden einstimmig nach Punkten, obwohl er einen beherzten Kampf geliefert hatte. Die Punkteverteilung war 148-147, 145-144 und 146-144 für Durán.
Der Rückkampf fand am 25. November 1980 in New Orleans statt. Diesmal dominierte Leonard den Kampf mit seiner üblichen Beweglichkeit und frustrierte Durán von der ersten Runde an. In Runde sieben wurde er immer überlegener und in Runde acht drehte Durán sich herum, ging in seine Ecke und gab auf, wobei er die berühmten Worte sagte: „No más“ (Nicht (noch) mehr). Für den Ringrichter Octavio Meyran war das Geschehen genauso unglaublich wie für die Zuschauer, und er fragte Duran, ob er sicher sei. Duran wiederholte: „No más, no más.“ Duran, der in den Wochen vor dem Kampf enorm viel Gewicht abbauen musste und nach dem Wiegen zu viel gegessen hatte, behauptete, er hätte aufgegeben, weil er Magenkrämpfe hatte. Die meisten Beobachter glaubten dies jedoch nicht, sondern waren der Meinung, dass die Überlegenheit Leonards und die Art, wie er Durán vorführte und lächerlich machte, die Ursachen für dessen Aufgabe waren.
Am 25. Juni 1981 kämpfte er gegen Ayub Kalule, ungeschlagener (38-0) WBA-Weltmeister im Halbmittelgewicht, ein Rechtsausleger aus Uganda, der in Dänemark ansässig war. Kalule lieferte Leonard einen harten Kampf, und der Punktestand war bis zum Schluss des Kampfes ziemlich ausgeglichen, bis Kalule in der neunten Runde von einer Rechten Leonards am Kinn getroffen wurde und schwer KO ging.
Leonards Hauptrivale Thomas Hearns dominierte mittlerweile die Weltergewichtsklasse und gewann den WBA-Titel durch einen KO-Sieg gegen den schlagstarken Mexikaner Pipino Cuevas. Für den 16. September 1981 wurde ein Vereinigungskampf zwischen den beiden Kontrahenten angesetzt, wiederum im Caesars Palace. Leonard und Hearns lieferten sich einen „Jahrhundertkampf“. Hearns setzte sich nach Punkten früh in Führung, aber war in der sechsten Runde schwer angeschlagen. Danach wendete sich das Blatt, und Leonard gewann eindeutig die Oberhand. Nach einigen Runden erholte sich Hearns jedoch wieder und holte nach Punkten auf.
Er führte zu Beginn der 13. Runde auf allen drei Punktzetteln, aber dann gelang es Leonard, Hearns in dieser Runde zweimal zu Boden zu schicken. Nach einem wahren Schlaghagel von Leonard in Runde 14 stoppte Ringrichter David Pearl den Kampf. Leonard war somit ab diesem Zeitpunkt der unumstrittene Weltmeister im Weltergewicht.
Das Magazin Sports Illustrated wählte ihn zum Sportler des Jahres 1981.
Innerhalb von 22 Monaten hatte Leonard gegen vier absolute Weltklassegegner (Benitez, Durán, Kalule und Hearns) vorzeitig gewonnen. Alle vier waren Weltmeister, als sie gegen ihn verloren, und sie hatten zusammen 177 Siege zu verzeichnen, bei nur einem Unentschieden und einer Niederlage.
Es folgte nun eine Titelverteidigung gegen Bruce Finch, der geplante folgende Kampf gegen Roger Stafford musste jedoch abgesagt werden. Ärzte stellten bei Leonard eine Netzhautablösung fest, und er wurde am Johns Hopkins Hospital operiert. Zu dieser Zeit gab es bereits ein großes Interesse an einem Kampf von Leonard gegen den amtierenden Mittelgewichtsweltmeister Marvin Hagler.
Leonard übernahm einen Job als Kommentator, und einige Zeit später lud er Hagler und andere Boxgrößen nach Washington, D.C. ein, wo er seinen Rückzug vom Boxsport bekanntgab. Hagler war sehr enttäuscht.
1984 versuchte Sugar Ray ein Comeback. Er kämpfte gegen Kevin Howard (Bilanz 20-4 mit nur 12 KOs) und ging zum ersten Mal in seiner Karriere zu Boden. Obwohl er wieder hochkam und in der neunten Runde durch technischen KO gewann, gab er in der Pressekonferenz bekannt, dass er sich erneut vom Boxsport zurückziehen wolle.
1987 wagte er jedoch erneut ein Comeback und kämpfte nun tatsächlich gegen Hagler um die Weltmeisterschaft im Mittelgewicht. Hagler war haushoher Favorit, denn er war seit bereits sieben Jahren Mittelgewichtsweltmeister und hatte seit elf Jahren nicht mehr verloren. Leonard hatte hingegen in den letzten fünf Jahren nur einmal gekämpft und das war schon wieder drei Jahre her. Zudem hatte Leonard noch nie zuvor in der Mittelgewichtsklasse geboxt. Aber Leonard sollte die Experten überraschen. Am 6. April 1987 gewann er durch eine Mehrheitsentscheidung den Titel im Mittelgewicht. Nur einen Monat später trat er allerdings wieder zurück.
Am 7. November 1988 hatte er sein nächstes Comeback und kämpfte gegen den Kanadier Don Lalonde. Leonard besiegte ihn in der neunten Runde durch KO und hatte dadurch zwei Titel gewonnen, den vakante Weltmeisterschaftstitel der WBC im Supermittelgewicht und Lalondes Titel im Halbschwergewicht.
Im Jahr 1989 traf Leonard auf zwei alte Rivalen. Im Juni kämpfte er in Las Vegas gegen Hearns, ging zweimal zu Boden, rettete aber durch eine starke letzte Runde ein umstrittenes und von den meisten Beobachtern als für ihn schmeichelhaft bezeichnetes Unentschieden. Sechs Monate später kämpfte er ebenfalls in Las Vegas zum dritten Mal gegen seinen Erzrivalen Roberto Durán und gewann durch einen einstimmigen Punktsieg.
1990 kämpfte Leonard nicht, aber 1991 traf er im Madison Square Garden auf den WBC-Weltmeister im Halbmittelgewicht Terry Norris. Er hatte Emanuel Steward, den Ex-Trainer von Hearns um Hilfe gebeten, aber dieser glaubte nicht, dass Leonard, der im Supermittelgewicht geboxt hatte, das Gewicht ohne Substanzverlust bringen konnte und lehnte ab. Er behielt recht: Leonard ging zweimal zu Boden und verlor haushoch nach Punkten. Nachdem er die Entscheidung der Ringrichter gehört hatte, erklärte er erneut seinen Rücktritt.
Nun lagen schwere Zeiten vor ihm. Er gab zu, dass er von 1984 bis 1989 kokainabhängig gewesen war, und es gab Gerüchte, dass er gegen seine Frau gewalttätig gewesen war. Leonard erklärte, seine Probleme rührten daher, dass er vom Boxsport abhängig war, aber 1989 habe er seine Probleme gelöst. Seine Frau Juanita und er ließen sich scheiden und 1993 heiratete er Bernadette Robi, die Tochter von Paul Robi, einem der Gründer der Platters.
1997 versuchte er erneut ein Comeback, aber sein Gegner Hector Camacho, ebenfalls eine Legende der 1980er Jahre, war immer noch zu gut für ihn. Er schlug Leonard in der fünften Runde KO. Anschließend trat Leonard endgültig vom aktiven Boxen zurück. 1997 wurde er in die „International Boxing Hall of Fame“ aufgenommen.
Für eine kurze Zeit arbeitete er als Boxpromoter für den IBF-Titelträger im Cruisergewicht Wassili Schirow und den Schwergewichtler Joe Mesi. Heute arbeitet er für eine Reality-TV-Serie über das Boxen, „The Contender“. Zusammen mit Sylvester Stallone ist er Gastgeber und Mentor für kommende Boxer.

## Liste der Profikämpfe
| 36 Siege (25 K.-o.-Siege), 3 Niederlagen, 1 Unentschieden |               |                                                                 | |                                                   |
| Jahr                                                      | Tag           | Ort                                                             | Gegner                                                                                                  | Ergebnis für Leonard                              |
| 1977                                                      | 5. Februar    | Baltimore Civic Center, Baltimore, Maryland, USA                | Luis Vega                                                                                               | Punktesieg (einstimmig) / 6 Runden                |
| 1977                                                      | 14. Mai       | Baltimore Civic Center, Baltimore, Maryland, USA                | Willie Rodriguez                                                                                        | Punktesieg (einstimmig) / 6 Runden                |
| 1977                                                      | 10. Juni      | Hartford Civic Center, Hartford, Connecticut, USA               | Vinnie DeBarros                                                                                         | Sieg / TKO 3. Runde                               |
| 1977                                                      | 24. September | Baltimore Civic Center, Baltimore, Maryland, USA                | Frank Santore                                                                                           | Sieg / KO 5. Runde                                |
| 1977                                                      | 5. November   | Caesars Palace, Las Vegas, Nevada, USA                          | Augustin Estrada                                                                                        | Sieg / KO 5. Runde                                |
| 1977                                                      | 17. Dezember  | D.C. Armory, Washington, D.C., USA                              | Hector Diaz                                                                                             | Sieg / KO 2. Runde                                |
| 1978                                                      | 4. Februar    | Baltimore Civic Center, Baltimore, Maryland, USA                | Rocky Ramon                                                                                             | Punktesieg (einstimmig) / 8 Runden                |
| 1978                                                      | 1. März       | Hara Arena, Dayton, Ohio, USA                                   | Art McKnight                                                                                            | Sieg / TKO 7. Runde                               |
| 1978                                                      | 19. März      | New Haven Coliseum, New Haven, Connecticut, USA                 | Javier Muniz                                                                                            | Sieg / KO 1. Runde                                |
| 1978                                                      | 13. April     | Capital Centre, Landover, Maryland, USA                         | Bobby Haymon                                                                                            | Sieg / TKO 3. Runde                               |
| 1978                                                      | 13. Mai       | Utica Memorial Auditorium, Utica, New York, USA                 | Randy Milton                                                                                            | Sieg / TKO 8. Runde                               |
| 1978                                                      | 3. Juni       | Baltimore Civic Center, Baltimore, Maryland, USA                | Rafael Rodriguez                                                                                        | Punktesieg (einstimmig) / 10 Runden               |
| 1978                                                      | 18. Juli      | Hynes Convention Center, Boston, Massachusetts, USA             | Dicky Eklund                                                                                            | Punktesieg (einstimmig) / 10 Runden               |
| 1978                                                      | 9. September  | Providence Civic Center, Providence, Rhode Island, USA          | Floyd Mayweather Sr.                                                                                    | Sieg / TKO 10. Runde                              |
| 1978                                                      | 6. Oktober    | Baltimore Civic Center, Baltimore, Maryland, USA                | Randy Shields                                                                                           | Punktesieg (einstimmig) / 10 Runden               |
| 1978                                                      | 3. November   | Cumberland County Civic Center, Portland, Maine, USA            | Bernardo Prada                                                                                          | Punktesieg (einstimmig) / 10 Runden               |
| 1978                                                      | 9. Dezember   | Springfield Civic Center, Springfield, Massachusetts, USA       | Armando Muniz                                                                                           | Sieg / Aufgabe 6. Runde                           |
| 1979                                                      | 11. Januar    | Capital Centre, Landover, Maryland, USA                         | Johnny Gant                                                                                             | Sieg / TKO 8. Runde                               |
| 1979                                                      | 11. Februar   | Miami Beach Convention Center, Miami Beach, Florida, USA        | Fernand Marcotte                                                                                        | Sieg / TKO 8. Runde                               |
| 1979                                                      | 24. März      | Tucson Convention Center, Tucson, Arizona, USA                  | Daniel Aldo Gonzalez                                                                                    | Sieg / KO 1. Runde                                |
| 1979                                                      | 21. April     | The Dunes, Las Vegas, Nevada, USA                               | Adolfo Viruet                                                                                           | Punktesieg (einstimmig) / 10 Runden               |
| 1979                                                      | 20. Mai       | Centroplex, Baton Rouge, Louisiana, USA                         | Marcos Geraldo                                                                                          | Punktesieg (einstimmig) / 10 Runden               |
| 1979                                                      | 24. Juni      | Caesars Palace, Las Vegas, Nevada, USA                          | Tony Chiaverini                                                                                         | Sieg / Aufgabe 4. Runde                           |
| 1979                                                      | 12. August    | Caesars Palace, Las Vegas, Nevada, USA                          | Pete Ranzany NABF-Weltergewicht-Meisterschaft                                                           | Sieg / TKO 4. Runde                               |
| 1979                                                      | 28. September | Caesars Palace, Las Vegas, Nevada, USA                          | Andy Price NABF-Weltergewicht-Titelverteidigung                                                         | Sieg / KO 1. Runde                                |
| 1979                                                      | 30. November  | Caesars Palace, Las Vegas, Nevada, USA                          | Wilfred Benitez WBC-Weltergewicht-Weltmeisterschaft                                                     | Sieg / TKO 15. Runde                              |
| 1980                                                      | 31. März      | Capital Centre, Landover, Maryland, USA                         | Dave Green WBC-Weltergewicht-Titelverteidigung                                                          | Sieg / KO 4. Runde                                |
| 1980                                                      | 20. Juni      | Olympiastadion, Montreal, Kanada                                | Roberto Durán WBC-Weltergewicht-Titelverteidigung                                                       | Punkteniederlage (einstimmig) / 15 Runden         |
| 1980                                                      | 25. November  | Louisiana Superdome, New Orleans, Louisiana, USA                | Roberto Durán WBC-Weltergewicht-Weltmeisterschaft                                                       | Sieg / TKO 8. Runde                               |
| 1981                                                      | 28. März      | Carrier Dome, Syracuse, New York, USA                           | Larry Bonds WBC-Weltergewicht-Titelverteidigung                                                         | Sieg / TKO 10. Runde                              |
| 1981                                                      | 25. Juni      | Astrodome, Houston, Texas, USA                                  | Ayub Kalule WBA-Super Weltergewicht-Weltmeisterschaft                                                   | Sieg / TKO 9. Runde                               |
| 1981                                                      | 16. September | Caesars Palace, Las Vegas, Nevada, USA                          | Thomas Hearns WBA/WBC-Weltergewicht-Titelvereinigung                                                    | Sieg / TKO 14. Runde                              |
| 1982                                                      | 15. Februar   | Centennial Coliseum, Reno, Nevada, USA                          | Bruce Finch WBA/WBC-Weltergewicht-Titelverteidigung                                                     | Sieg / TKO 3. Runde                               |
| 1984                                                      | 11. Mai       | Worcester Centrum, Worcester, Massachusetts, USA                | Kevin Howard                                                                                            | Sieg / TKO 9. Runde                               |
| 1987                                                      | 6. April      | Caesars Palace, Las Vegas, Nevada, USA                          | Marvelous Marvin Hagler WBC-Mittelgewicht-Weltmeisterschaft                                             | Punktesieg (geteilte Entscheidung) / 12 Runden    |
| 1988                                                      | 7. November   | Caesars Palace, Las Vegas, Nevada, USA                          | Donny Lalonde WBC-Halbschwergewicht-Weltmeisterschaft vakante WBC-Super Mittelgewicht-Weltmeisterschaft | Sieg / TKO 9. Runde                               |
| 1989                                                      | 12. Juni      | Caesars Palace, Las Vegas, Nevada, USA                          | Thomas Hearns WBC/WBO-Super Mittelgewicht-Titelvereinigung                                              | Unentschieden (geteilte Entscheidung) / 12 Runden |
| 1989                                                      | 7. Dezember   | Mirage Hotel & Casino, Las Vegas, Nevada, USA                   | Roberto Durán WBC-Super Mittelgewicht-Titelverteidigung                                                 | Punktesieg (einstimmig) / 12 Runden               |
| 1991                                                      | 9. Februar    | Madison Square Garden, New York City, New York, USA             | Terry Norris WBC-Super Weltergewicht-Weltmeisterschaft                                                  | Punkteniederlage (einstimmig) / 12 Runden         |
| 1997                                                      | 1. März       | Atlantic City Convention Center, Atlantic City, New Jersey, USA | Hector Camacho                                                                                          | Niederlage / TKO 5. Runde                         |
| Quelle: Sugar Ray Leonard in der BoxRec-Datenbank         |               |                                                                 | |                                                   |

## Erfolge
Amateur
- 1973: National-Golden-Gloves-Champion im Leichtgewicht
- 1973: Vize-AAU-Champion im Halbweltergewicht
- 1974: AAU-Champion im Halbweltergewicht
- 1974: National-Golden-Gloves-Champion im Halbweltergewicht
- 1975: AAU-Champion im Halbweltergewicht
- 1975: Pan-American-Champion im Halbweltergewicht
- 1976: Olympiasieger im Halbweltergewicht

Profi
- 30. November 1979: WBC-Weltmeister im Weltergewicht (1 Titelverteidigung)
- 25. November 1980: WBC-Weltmeister im Weltergewicht (3 Titelverteidigungen)
- 25. Juni 1981: WBA-Weltmeister im Halbmittelgewicht
- 16. September 1981: WBA-Weltmeister im Weltergewicht (1 Titelverteidigung)
- 6. April 1987: WBC-Weltmeister im Mittelgewicht
- 7. November 1988: WBC-Weltmeister im Halbschwergewicht
- 7. November 1988: WBC-Weltmeister im Supermittelgewicht (2 Titelverteidigungen)

Weitere Titel und Ehrungen
- 1976: Wahl zum Boxer des Jahres der Boxing Writers Association of America
- 12. August 1979: NABF-Champion im Weltergewicht (1 Titelverteidigung)
- 1979: Wahl zum Boxer des Jahres des Ring Magazine, der Boxing Illustrated, des KO Magazine und der Boxing Writers Association of America
- 1981: Wahl zum Boxer des Jahres des Ring Magazine, der Boxing Writers Association of America, der Boxing Illustrated und des KO Magazine
- 1987: Wahl zum Boxer des Jahres der Boxing Illustrated und des KO Magazine
- Für die 1980er Jahre wurde er als weltbester Boxer des Jahrzehnts, mit dem Mark Grossinger Etess Award ausgezeichnet
- 1997: Aufnahme in die International Boxing Hall of Fame

## Fernsehauftritte
1992 hatte er einen Gastauftritt in Eine schrecklich nette Familie. Er spielte sich selbst und hat Al Bundy in einem Werbespot wortwörtlich „aus den Schuhen gehauen“.
2011 war er Teilnehmer der zwölften Staffel der Fernsehsendung Dancing with the Stars, dem amerikanischen Pendant zu Let’s Dance.

## Trivia
Ray Leonard ist derzeit als Boxtrainer tätig und war unter anderem für die Beratung und das Training von Hugh Jackman für seine Rolle in dem Film Real Steel zuständig.
In dem 2016 veröffentlichten Film Hands of Stone – Fäuste aus Stein wird Leonard von Usher dargestellt.